# Barcelona Queens
El Barcelona Queens va ser un club de futbol americà femení de Barcelona, fundat l'any 1995, format per seguidores del Barcelona Howlers. Juntament amb aquestes, disputaren el primer partit de futbol americà femení a Catalunya el 5 d'agost de 1995. Degut a l'èxit de l'esdeveniment, l'equip va participar en la primera Lliga catalana 1996-1997, arribant a la final. Va desaparèixer al final de la temporada 1998-99.